# Triangel (Wohnplatz)
Triangel war im 18. Jahrhundert ein Wohnplatz im Wald bei Reichenbrunn (früher: Reichenborn) bzw. Saarbrücken-Ensheim, das damals zum Prämonstratenserkloster Wadgassen gehörte. Hier lebten damals Holzhauer, Köhler und Pottasche-Sieder mit ihren Familien.
Vereinzelte Hinweise finden sich zum Beispiel in den katholischen Kirchenbüchern der Kirchengemeinde St. Peter Ensheim. So wurde etwa am 5. Juni 1757 die Geburt von Jakob Nicolas ins Taufbuch eingetragen; seine Eltern Johann N. und Elisabeth Ergmann waren laut Eintrag »im Triangel wohnhaft«. Seit dem Ende des 18. Jahrhunderts finden sich in den Kirchenbüchern keine Hinweise mehr auf Bewohner im Triangel.
Weitere zeitweilige Wohnplätze befanden sich damals auf dem Triebenberg, dem Staffel und dem Kleinen Stiefel.